# ゲオルク・ハックル

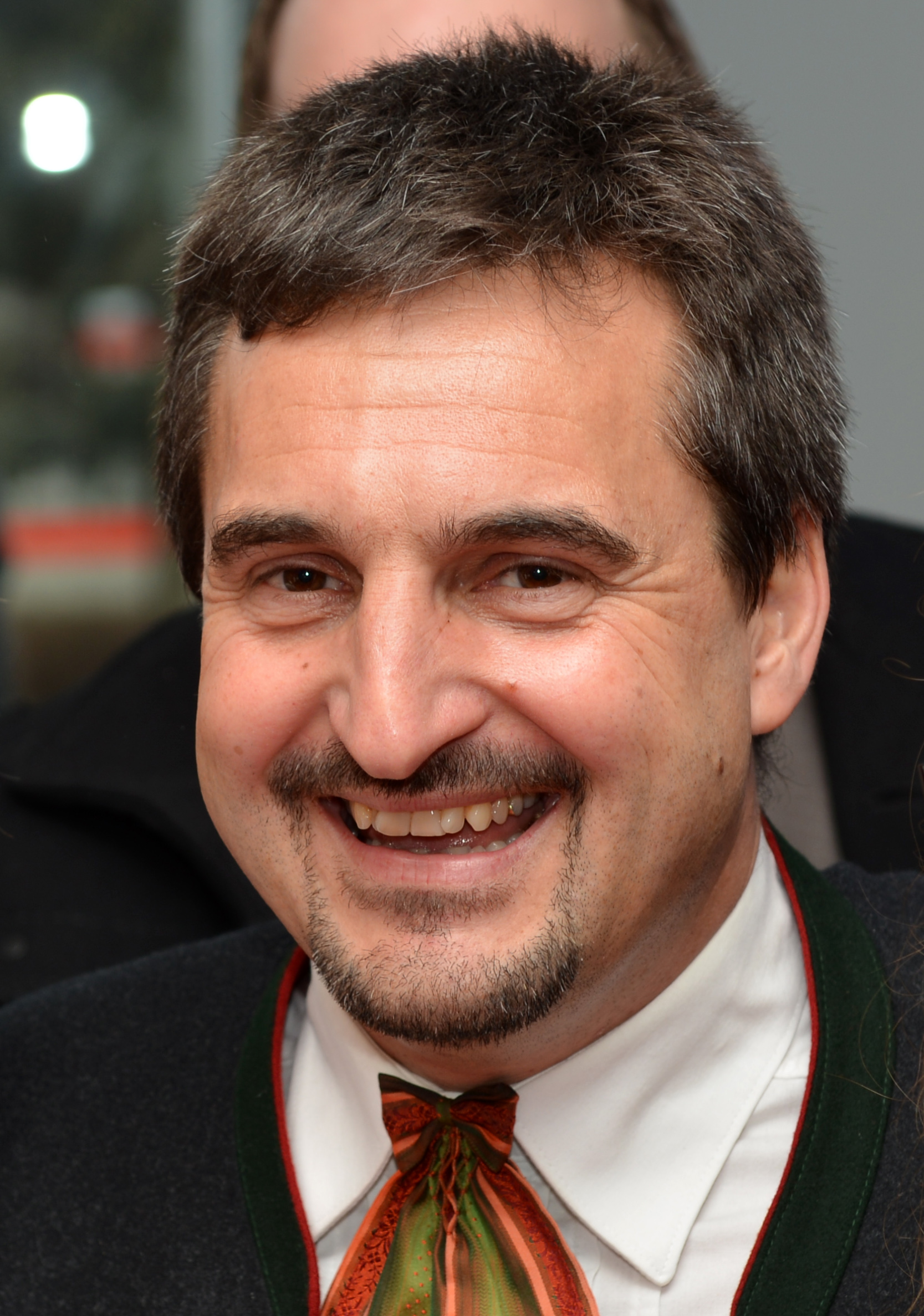
2014年のハックル

ゲオルク・ハックル（Georg Hackl, 1966年9月9日 - ）は、ドイツ、バイエルン州ベルヒテスガーデン出身のリュージュ選手。オリンピック3大会連続金メダリスト。

## 経歴
1977年リュージュを始め、1980年に代表入りした。
1988年旧西ドイツ代表として、初出場した1988年カルガリーオリンピック・リュージュ1人乗りで銀メダルを獲得、1992年アルベールビルオリンピック、1994年リレハンメルオリンピック、1998年長野オリンピックでは、リュージュ1人乗りで3連覇した。2002年ソルトレークシティオリンピックでも銀メダルを取り、冬季オリンピック史上初めて5大会連続のメダリストになった。2006年トリノオリンピックで7位に終わり、現役を引退した。